# 颜家龙
颜家龙（1928年1月—2012年11月2日），号建猷，男，汉族，湖南涟源（一作湘乡）人，中国书法家，曾任中国书法家协会理事。

## 生平
1928年1月生于河南省湘乡县延福乡（1949年后延福乡划归涟源县）。曾就读于湖南省立第一中学高26班。1948年肄业于国立中央大学艺术系，后又在浙江美术学院进修。1949年参加中国人民解放军，从事文化艺术工作。曾任《湖南日报》社美术组长。1983年调至湖南师范大学，任美术系副教授。兼任湖南省书法家协会主席，中国书法家协会理事，湖南省文史研究馆馆员，中国美术家协会会员。2012年11月2日凌晨3时42分逝世。

## 书法
颜家龙自幼得其叔祖父颜昌峣的指点，后在中学和大学求学期间，得到周达、潘天寿、诸乐三等先生的指导。早期主要学习颜体楷书，后习魏碑，集诸体之长，后又习行书，研习过李北海《愈山寺碑》《云麾将军碑》等，自成一体。代表作有行书“湄江揽胜·七绝二首”等。其书法作品先后参加全国第一、三、六、七届书法篆刻作品展览及《20世纪书法大展·当代著名书法家书法展》。2000年被中国书法家协会授予“德艺双馨会员”称号。2001年被中国书法家协会授予“中国书法家荣誉奖”，2006年被评选为“中国最具影响力的书法家”。

## 家庭
- 夫人：邓元珍
- 女儿：颜正正
- 女婿：周亚平